# Дженифър Уайнър
Дженифър Уайнър (на английски: Jennifer Weiner) е американска писателка на бестселъри в жанра чиклит и съвременен романс, телевизионен продуцент и журналист.

## Биография и творчество
Дженифър Агнес Уайнър е родена на 28 март 1970 г. във военната база в Дирайдър, Луизиана, САЩ, в семейството на Лорънс и Фран Уайнър. Израства в Симсбъри, Кънектикът. Баща ѝ е бил военен лекар и детски психиатър. Той напуска семейството, когато тя е на 15 г. Има сестра – Моли, и братя – Джейк и Джо.
Завършва през 1987 г. гимназията в Симсбъри, в която е говорител на училището. Учи английски и творческо писане в университета в Принстън, заедно с Джойс Каръл Оутс и Тони Морисън, и завършва с пълно отличие и бакалавърска степен по английска литература през 1991 г.
След дипломирането си, в периода 1991-1994 г., работи като репортер и колумнист към вестника „Centre Daily Times“ на Университета на Пенсилвания, където води рубриката „Генерация ХІІІ“. Едновременно с това започва да пише разкази, които публикува през 1992 и 1993 г. В периода 1994-1995 г. работи към „Lexington Herald-Leader“ в Лексингтън, Кентъки, след което в периода 1995-2001 г. е журналист и колумнист във „Филаделфия Инкуайър“ във Филаделфия, Пенсилвания. Пише и за други предимно дамски издания като „Mademoiselle“, Ню Йорк. Към края на 90-те започва да пише романи.
Първата ѝ книга в стил чиклит „Добър в леглото“ от поредицата „Кани Шапиро“ е издадена през 2001 г. Тя е приета добре от критиката и читателите и става бестселър. След нея Уайнър напуска работата си и се посвещава на писателската си кариера.
Омъжва се за Адам Бонин, адвокат, на 27 октомври 2001 г. Имат 2 дъщери и се развеждат през 2010 г.
Вторият ѝ роман „Нищо общо“ е публикуван през 2002 г. и също е бестселър. Екранизиран е през 2005 г. във филма „Нищо общо“ (In Her Shoes) с участието на Тони Колет, Камерън Диас и Шърли Маклейн.
Всички произведения на авторката са в списъците на бестселърите, като шестият ѝ роман „Best Friends Forever“ става бестселър №1 списъка на „Ню Йорк Таймс“. Писателката е една от най-известните феминистки в САЩ.
Дженифър Уайнър живее във Филаделфия, Пенсилвания.

## Произведения

### Самостоятелни романи
- In Her Shoes (2002)
Нищо общо... или как се забъркват каши!, ИК „Бард“, 2005, прев. Теодора Давидова
Нищо общо, изд. „Санома Блясък България“, 2011, прев. Теодора Давидова
- Little Earthquakes (2004)
- Goodnight Nobody (2005)
Добър вечер, Никой, ИК Бард, 2007, прев. Цветана Генчева
- Best Friends Forever (2009)
- Fly Away Home (2010)
- Then Came You (2011)
- The Next Best Thing (2012)
- All Fall Down (2014)

### Серия „Кани Шапиро“ (Cannie Shapiro)
1. Good in Bed (2001)
Добър в леглото, ИК „Бард“, 2005, прев. Цветана Генчева
Добър в леглото, изд. „Санома Блясък България“, 2011, прев. Цветана Генчева
2. Certain Girls (2008)

### Новели
- The Half Life (2010)
- Recalculating (2011)
- Swim (2012)
- A Memoir of Grief (Continued) (2012)
- Disconnected (2013)

### Разкази
- „Tour of Duty“ в „Seventeen“ (1992)
- „Someone to Trust“ в „Redbook“ (1993)

### Сборници
- American Girls About Town (2004) – със Синди Чупак, Лорън Хендерсън, Крис Манби, Сара Млиновски, Адриана Триджиани и Лорън Уейсбъргър
- The Guy Not Taken (2006)
- Cosmo's Sexiest Stories Ever: Three Naughty Tales (2011) – с Мег Кабът и Джейн Грийн

### Документалистика
- The F** Word (2015)

### Филмография
- 2005 In Her Shoes – филм по книгата, продуцент, актриса (вт. роля)
- 2011 State of Georgia – ТВ сериал